# 非線形音響学
非線形音響学（ひせんけいおんきょうがく）とは、音波の非線形的な現象について研究する学問である。非線形な現象は音波の周波数が高い場合に顕著に表れるため、超音波を用いた技術の開発においては非線形音響学は重要となる。また、コンピュータの性能の向上に伴い、非線形の微分方程式の解を数値的に求めるのが容易となったのも、非線形音響学の発達に貢献している。

## 理論
非線形音響学において重要となる理論は流体力学の基礎的な方程式から導くことができる。すなわち、非線形の系に入力した交流の正弦波によって発生する高調波によって波形のゆがみが発生し、直流成分が発生することによって音響放射圧や音響流が発生する。ただし、音の媒質が粘性のない流体の場合、音波のエネルギーが損失しないので音響流は発生せず、物体の直接作用する音響放射圧のみ発生する。音響流の特性は対流項の向きに大きく影響され、波形のゆがみはKZKモデルによって詳しく記述できる。